# Anna-Lena Stolze
Anna-Lena Stolze (2000. július 8. –) német női válogatott labdarúgó, aki jelenleg a Twente játékosa kölcsönben a VfL Wolfsburg csapatától.

## Pályafutása

### Klubcsapatokban
2015-ben az ATSV Stockelsdorf korosztályos csapataiból igazolt a VfL Wolfsburg együtteséhez, 3 éves szerződést írt alá. December 6-án mutatkozott be a Wolfsburg II-ben a Hohen Neuendorf elleni másodosztályú bajnoki mérkőzésen. 2016. december 16-án szerezte meg első bajnoki gólját a Herforder SV ellen hazai pályán 5–0-ra megnyert találkozón. 2017. március 19-én duplázott a Henstedt-Ulzburg csapata ellen. A 2017–18-as Bundesliga 2-es szezonban 13 bajnokin lépett pályára és ezeken a mérkőzéseken 15 gólt szerzett.
2018. március 28-án az UEFA Női Bajnokok Ligájában mutatkozott be az első csapatban tétmérkőzésen, a cseh Slavia Praha elleni negyeddöntő visszavágón. Május 27-én a bajnokságban is debütált, a Bayern München ellen. 2019. december 17-én bejelentették, hogy 2021 nyaráig kölcsönbe a holland Twente játékosa lett.

### A válogatottban
Részt vett a 2016-os U17-es női labdarúgó-Európa-bajnokságon, a 2016-os U17-es női labdarúgó-világbajnokságon és a 2018-as U19-es női labdarúgó-Európa-bajnokságon.

## Statisztika
2019. december 18-i állapotnak megfelelően.
| Klub             | Szezon           | Bajnokság | Bajnokság | Kupa  | Kupa  | Nemzetközi | Nemzetközi | Összesen | Összesen |
| Klub             | Szezon           | Mérk.     | Gólok     | Mérk. | Gólok | Mérk.      | Gólok      | Mérk.    | Gólok    |
| ---------------- | ---------------- | --------- | --------- | ----- | ----- | ---------- | ---------- | -------- | -------- |
| VfL Wolfsburg II | 2015–16          | 6         | 0         | 0     | 0     | -          | -          | 6        | 0        |
| VfL Wolfsburg II | 2016–17          | 10        | 4         | 0     | 0     | -          | -          | 10       | 4        |
| VfL Wolfsburg II | 2017–18          | 13        | 15        | 0     | 0     | -          | -          | 13       | 15       |
| VfL Wolfsburg II | 2018–19          | 15        | 7         | 0     | 0     | -          | -          | 15       | 7        |
| VfL Wolfsburg II | 2019–20          | 9         | 5         | 0     | 0     | -          | -          | 9        | 5        |
| VfL Wolfsburg II | Összesen         | 53        | 31        | 0     | 0     | 0          | 0          | 53       | 31       |
| VfL Wolfsburg    | 2017–18          | 1         | 0         | 0     | 0     | 1          | 0          | 2        | 0        |
| VfL Wolfsburg    | 2018–19          | 2         | 0         | 1     | 1     | 1          | 0          | 4        | 1        |
| VfL Wolfsburg    | 2019–20          | 1         | 0         | 1     | 0     | 1          | 0          | 3        | 0        |
| VfL Wolfsburg    | Összesen         | 4         | 0         | 2     | 1     | 3          | 0          | 9        | 1        |
| Karrier összesen | Karrier összesen | 57        | 31        | 2     | 1     | 3          | 0          | 62       | 32       |

## Sikerei, díjai

### Klub
- VfL Wolfsburg
  - Bundesliga: 2017-18, 2018-19
  - Német kupa: 2017–18, 2018–19

### Válogatott
- Németország U17
  - U17-es női labdarúgó-Európa-bajnokság: 2016